# Unisław (gromada)
Unisław – dawna gromada, czyli najmniejsza jednostka podziału terytorialnego Polskiej Rzeczypospolitej Ludowej w latach 1954–1972.
Gromady, z gromadzkimi radami narodowymi (GRN) jako organami władzy najniższego stopnia na wsi, funkcjonowały od reformy reorganizującej administrację wiejską przeprowadzonej jesienią 1954 do momentu ich zniesienia z dniem 1 stycznia 1973, tym samym wypierając organizację gminną w latach 1954–1972.
Gromadę Unisław z siedzibą GRN w Unisławiu utworzono – jako jedną z 8759 gromad na obszarze Polski – w powiecie chełmińskim w woj. bydgoskim, na mocy uchwały nr 24/4 WRN w Bydgoszczy z dnia 5 października 1954. W skład jednostki weszły obszary dotychczasowych gromad Unisław, Głażewo, Gołoty, Grzybno i Stablewice ze zniesionej gminy Unisław w tymże powiecie. Dla gromady ustalono 25 członków gromadzkiej rady narodowej.
31 grudnia 1959 do gromady Unisław włączono wsie Błoto i Bruki I ze zniesionej gromady Błoto w tymże powiecie.
Według stanu na rok 1966 gromada obejmowała powierzchnię 56 km² i zamieszkana była przez 4965 mieszkańców. W jej skład wchodziły następujące sołectwa: Błoto, Bruki I (dzisiejsze Bruki Unisławskie), Głażewo, Gołoty, Grzybno, Stablewice oraz Unisław (wraz z wsią Raciniewo).
Gromada przetrwała do końca 1972 roku, czyli do kolejnej reformy gminnej. 1 stycznia 1973 w powiecie chełmińskim reaktywowano gminę Unisław.